# 高厚良
高厚良（1915年12月—2006年7月14日），是中国人民解放军空军高级将领，少将军衔，河南新县人。
1932年参加红军，1933年参加中国共产党，在红四方面军参加了长征。中国抗日战争时期在八路军一二九师。第二次国共内战时期在晋冀鲁豫军区作战。后任空三师师长，指挥空军入朝鲜作战。在朝鲜期间升任空四军军长。1955年，授予空军少将军衔。
1977年起任空军政治委员，1985年退役，2006年7月14日在北京逝世。

## 家庭
- 妻子~王文彥（1926-？）：出身于河北永年县平民家庭；1942年6月29日與高厚良結婚[2]，育有7子女。王文彥曾任北京市文化局處長。
- 女兒~高燕燕（？-）：1973年就讀位於陝西省西安市的西安第四軍醫大學（“中国人民解放军空军军医大学”）；後赴美國留學，獲美利堅大學管理學碩士學位。曾任黑石顧問業務部(Blackstone Advisory Partners)董事总经理；2015年加入Comprador擔任董事總經理。[3]；高燕燕與前夫王洪光與有1子高建，2005年王洪光、高燕燕夫婦離婚。
- 前女婿~王洪光（1949年8月）：1968年入伍，1998年任装甲兵工程学院院长，2005年任南京军区副司令员，2007年晋升中将军衔，2012年退役。王洪光與高燕燕於2005年離婚；王洪光後來再婚。
- 孫兒~高建（1981年1月-）：1999年-2003年毕业于中国民用航空学院電子信息工程本科專業；2003年10月加入海航集團，任海航人事部總經理助理；2016年2月升任海航集團人力資源總監。